# Feliniopsis tenera
Feliniopsis tenera là một loài bướm đêm trong họ Noctuidae.